# Meron Teshome
Meron Hagos Teshome (* 13. Juli 1992 in Asmara) ist ein eritreischer Radsportler.

## Sportliche Laufbahn
2014 wurde Meron Teshome gemeinsam mit Natnael Berhane, Meron Russom und Daniel Girmazion Afrikameister im Mannschaftszeitfahren und im selben Jahr eritreischer Meister im Straßenrennen. 2015 gewann er Gold im Einzelzeitfahren bei den Afrikaspielen. In dieser Zeit fuhr er für das Nachwuchsteam von MTN Qhubeka.
2016 erhielt Teshome einen Vertrag bei dem deutschen Rennstall Bike Aid. Bis 2018 gewann er mehrere Etappen bei afrikanischen Radrennen. 2017 wurde er zweifacher Afrikameister, in Einzel- sowie im Mannschaftszeitfahren (mit Abrham Brhane, Amanuel Gebreigzabhier und Awet Habtom). 2018 startete er beim Straßenrennen der Afrikameisterschaften, konnte dieses aber nicht beenden. Im Jahr darauf wurde er mit Yakob Debesay, Mekseb Debesay und Sirak Tesfom Afrikameister im Mannschaftszeitfahren.

## Erfolge
2013
- eine Etappe Giro d’Eritrea
- Afrikameister – Mannschaftszeitfahren (mit Natnael Berhane, Meron Russom und Daniel Girmazion)
- Eritreischer Meister – Straßenrennen

2015
- eine Etappe Tour of Rwanda
- Afrikaspielesieger – Einzelzeitfahren

2016
- eine Etappe Giro d’Eritrea

2017
- zwei Etappen Tour du Cameroun
- zwei Etappen Giro d’Eritrea
- Afrikameister – Einzelzeitfahren, Mannschaftszeitfahren (mit Abraham Brhane, Amanuel Gebreigzabhier und Awet Habtom)

2019
- Afrikameister – Mannschaftszeitfahren (mit Yakob Debesay, Mekseb Debesay und Sirak Tesfom)